# 東海環状自動車道
東海環状自動車道（とうかいかんじょうじどうしゃどう、英語: TOKAI-KANJO EXPWY）は、愛知県豊田市から岐阜県を経由し三重県四日市市に至る高規格幹線道路（国土交通大臣指定に基づく高規格幹線道路（一般国道の自動車専用道路）（B路線））である。一般国道475号に指定されている。略称は東海環状道（とうかいかんじょうどう）。
高速道路ナンバリングによる路線番号は、名古屋高速都心環状線（C1）、名古屋第二環状自動車道（C2）より外周の環状道路であることから「C3」が割り振られている。全線で通行料金が大都市近郊区間の料金水準である。

## 概要
法的な路線名は「一般国道475号」だが、国道表記は無い。1994年（平成6年）のニックネーム募集により「MIE」（三重）「AICHI」（愛知）「GIFU」（岐阜）の頭文字を取ったMAGロードという愛称がある。道路カラーは濃紫（■）。
名古屋市の周辺30 - 40キロメートル (km) 圏を結ぶ環状道路で、愛知県豊田市・瀬戸市、岐阜県土岐市・可児市・美濃加茂市・関市・岐阜市・山県市・本巣市・大垣市、三重県いなべ市・四日市市などの都市を連絡し、東名高速道路・新東名高速道路・中央自動車道・東海北陸自動車道・名神高速道路・新名神高速道路等と広域的な交通網を形成する延長 152.7 kmの自動車専用道路である。法律上では、高速自動車国道ではなく一般国道の自動車専用道路の扱いとしている。この東海環状道は、名古屋環状2号線（名古屋第二環状自動車道・伊勢湾岸自動車道）とともに、名古屋圏環状道路を構成する2つの環状道路の1つとして位置付けられている。
豊田東JCTから中央道と接続する土岐JCT、東海北陸道と接続する美濃関JCTを経由して関広見ICに至る区間を東回り、関広見ICから名神と接続する養老JCTを経由して新四日市JCTに至る区間を西回りと通称する。なお、国土交通省中部地方整備局の2007年（平成19年）の報道資料では、豊田東JCT - 美濃関JCT間：約73 kmを東部区間、美濃関JCT - 新四日市JCT：約80 kmを西部区間と記していた。
東回り区間は中日本高速道路（NEXCO中日本）、西回り区間は国土交通省の事業となっていたが、2011年（平成23年）6月8日にNEXCO中日本が西回り区間の事業許可を国土交通省から受け、「一般国道事業と有料道路事業による事業方式」で整備する事が決定した。
環状道路という性格上、「上り・下り」の代わりに「外回り・内回り」の呼称が使われている。一部の標識では愛知県 - 岐阜県 - 富山県を南北に縦断する東海北陸道との誤認を防ぐため、JCTなどの標識には、「東海環状道」や「東海環状」と、「東海」の部分が小さめに表示されている。

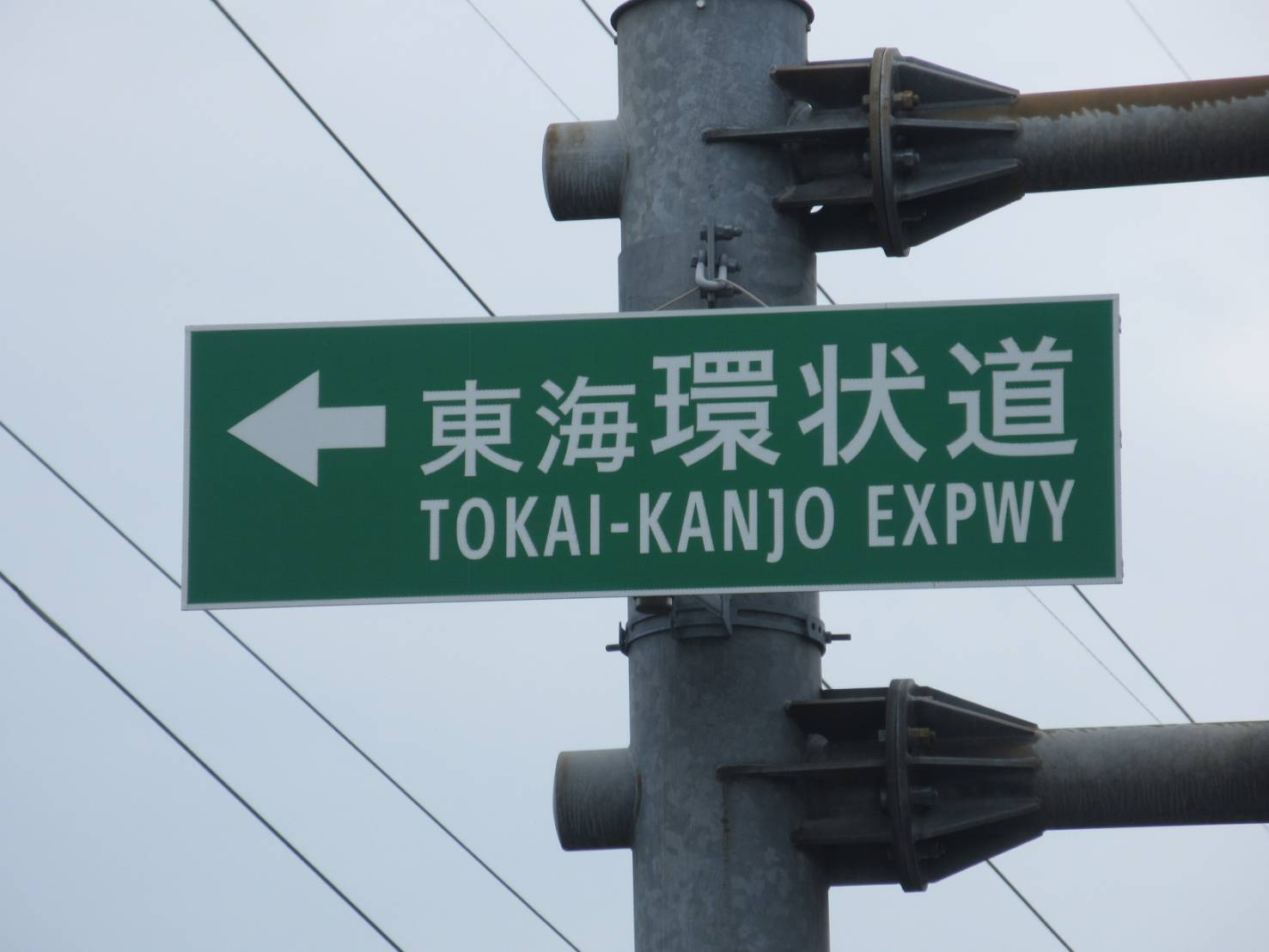
「東海」が小さめに表記されている案内板

### 供用中区間

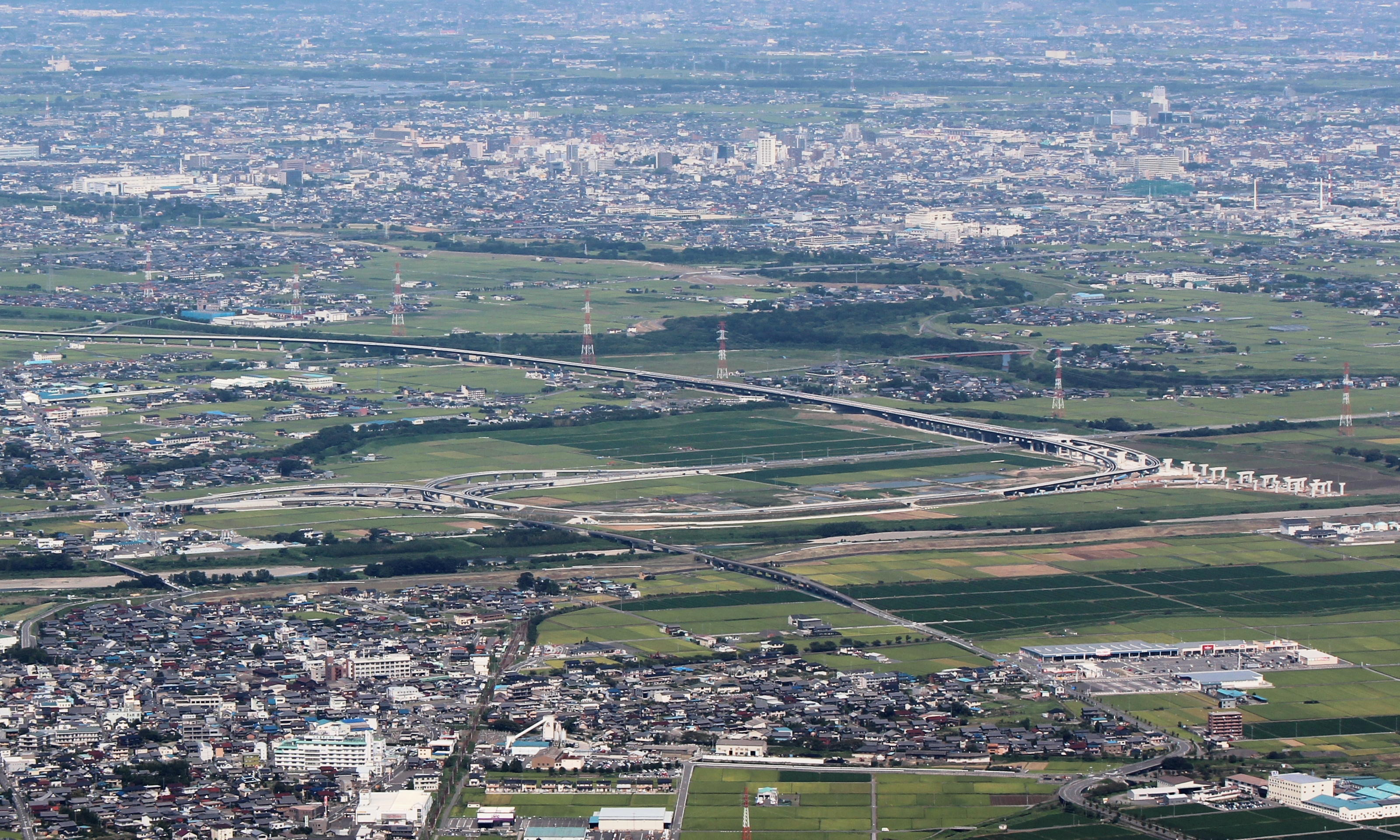
2012年9月15日に開通した、大垣西IC - 養老JCT間（西回り区間）

2025年（令和7年）6月現在、豊田東JCT - 本巣IC間、大野神戸IC - 養老IC間、いなべIC - 新四日市JCT間が供用中である。
愛・地球博（愛知万博）の開幕に合わせる形で、2005年（平成17年）3月19日に豊田東JCT - 美濃関JCT間の東回り区間が開通した（土岐JCT - 美濃関JCT間は暫定2車線）。同時に、伊勢湾岸道の豊田東JCT - 豊田東IC間が開通して接続している。本区間の開通以前は、東名 - 中央道間は小牧JCT、中央道 - 東海北陸道間は一宮JCTを経由するしかなかった。本区間の開通により西三河・東濃地区では新たなルートが形成され、東名 名古屋IC付近や名神 一宮JCT付近で慢性的に発生している渋滞の回避が図られた。一方、西濃地区では東海北陸道と名神が接続する一宮JCTの回避は図れず、当道路の本巣IC - 大野神戸IC間が開通することで東海北陸道・美濃関JCTまでの区間をバイパスすることが可能になるため、早期の開通が期待されている。

### 事業中区間
養老IC - いなべIC間が、2025年（令和7年）6月現在事業中である。西回り区間の開通により東海環状道が完成し、名古屋環状2号線と併せて、名神 一宮JCTを含む環状道路内側の渋滞解消や名神の通行止め時の迂回機能が見込まれている。
2025年（令和7年）6月現在の状況は次の通り。
- 本巣IC - 大野神戸IC : 2025年（令和7年）夏頃開通予定[注釈 3]。
- 養老IC - いなべIC : 用地取得中。橋梁上部工事、下部工事、改良工事を推進中。養老トンネル工事を推進中。

公共事業費の大幅削減を受け、国土交通省が2010年度（平成22年度）に整備を凍結する候補に挙げた217区間のうち、養老IC - いなべIC間が候補に挙げられるなど、全線開通時期については未定であったが、NEXCO中日本が国土交通省から西回り区間の事業許可を受けた事により、「一般国道事業と有料道路事業による事業方式」でいったんは2020年度（令和2年度）末までの全線開通を目指す方針が発表された。しかし、2015年（平成27年）時点で再び全線開通時期が未定となり、一部区間のみ開通予定が発表されている状況となった。その後、2018年度（平成30年度）予算の大臣折衝で、政府の財政投融資による資金1.5兆円を建設に使うことが財務省に認められ、整備が早まるとして、国土交通省は用地取得の難航している養老IC - いなべIC間を除く、山県IC - 大野神戸IC間といなべIC - 大安IC間の開通時期を用地取得等が順調な場合、2024年度（令和6年度）とすることを発表した。2021年（令和3年）4月時点では「用地取得等が順調な場合」の文言が削除され、2024年度（令和6年度）に開通する予定になった。
さらに2020年（令和2年）3月には、唯一開通時期が示されていなかった養老IC - いなべIC間について、それまで有料道路事業と公共事業の組み合わせにより整備を推進してきたところ、今般、中京圏の新たな高速道路料金の導入により確保する財源を活用して、有料道路事業の額および施行区分を拡大することで事業を加速するとし、用地取得等が順調に進んだ場合の開通予定時期が2026年度（令和8年度）と発表された。
なお、2024年（令和6年）3月22日開催の国道475号東海環状自動車道（西回り区間）事業調整会議で、本巣IC - 大野神戸IC間の七五三（しめ）第一高架橋において、基礎（フーチング）施工の工法変更に伴い、同区間の開通が最大で半年程度遅れる可能性が報告された。また、養老IC - いなべIC間の養老トンネルについても、岐阜県側・三重県側双方の避難坑で相当量の湧水が発生して工事が難航、対策工法を検討することが報告されたが、同年12月20日開催された事業調整会議において、本巣IC - 大野神戸IC間については工程短縮策により2025年（令和7年）夏頃に開通予定であることと、養老IC - いなべIC間については開通時期の見直しが必要であると発表された。

### 国道475号
一般国道の路線を指定する政令に基づく起終点および重要な経過地は次のとおり。
- 起点：豊田市（岩倉町山ノ神[23]）
- 終点：四日市市（北山町[23]）
- 重要な経過地：愛知県西加茂郡藤岡町（現：豊田市）、瀬戸市、土岐市、可児市、美濃加茂市、関市、岐阜市、岐阜県山県郡高富町（現：山県市）、同県本巣郡糸貫町（現：本巣市）、大垣市、三重県員弁郡大安町（現：いなべ市）、同郡東員町
- 総延長 : 181.9 km（岐阜県 106.6 km、愛知県 30.5 km、三重県 45.8 km）未供用延長を含む。[24][注釈 5]
- 重用延長 : なし[24][注釈 5]
- 未供用延長 : 65.9 km（岐阜県 28.0 km、愛知県 - km、三重県 37.9 km）[24][注釈 5]
- 実延長 : 116.0 km（岐阜県 77.6 km、愛知県 30.5 km、三重県 7.9 km）[24][注釈 5]
  - 現道 : 116.0 km（岐阜県 77.6 km、愛知県 30.5 km、三重県 7.9 km）[24][注釈 5]
  - 旧道 : なし[24][注釈 5]
  - 新道 : なし[24][注釈 5]
- 指定区間：愛知県豊田市琴平町宮久後685番1（豊田東JCT） - 三重県四日市市北山町字中の山1909番の5（新四日市JCT）[25]

一般国道475号は1993年（平成5年）4月1日の政令改正後、2005年（平成17年）3月19日に豊田東JCT - 美濃関JCT間が開通するまで、一般国道で唯一、開通区間が存在しない路線だった。

### 道路諸元
- 道路構造令 : 第1種第2級
- 総延長 : 152.7 km
- 設計速度 : 100 km/h
- 車線数 : 4車線（土岐JCT - 東員IC間は暫定2車線）
- 事業費 : 1兆6929億円[26]
  - （土岐 - 関間：4,340億円、関 - 養老間：6,363億円、養老 - 北勢間：2,818億円、北勢 - 四日市間：1,748億円）[27]
- 計画交通量：24,600台/日[26]
  - （土岐 - 関間：24,500台/日、関 - 養老間：24,700台/日、養老 - 北勢間：17,300台/日、北勢 - 四日市間：24,700台/日）[27]

## インターチェンジなど
- IC番号欄の背景色が■である区間は既開通区間に存在する。施設欄の背景色が■である区間は未開通区間または未供用施設に該当する。
- スマートインターチェンジ (SIC) 等のETC専用ICは背景色を■で示す。
- 路線名の特記がないものは市道。
- 起点からの距離は、道路整備特別措置法第3条第6項に基づき、NEXCO中日本の行う高速道路事業の変更申請の際に提出された「料金の額及びその徴収期間」の別添資料に基づく[28]。
- 略字は、JCTはジャンクション、ICはインターチェンジ、PAはパーキングエリア、SAはサービスエリアをそれぞれ示す。

| IC 番号 | 施設名         | 接続路線名                                                        | 豊田東 から （km） | 備考                   | 所在地 | 所在地        |
| ------- | -------------- | ----------------------------------------------------------------- | ------------------ | ---------------------- | ------ | ------------- |
| 1       | 豊田東JCT      | E1A 新東名高速道路 E1A 伊勢湾岸自動車道                           | 0.0                |                        | 愛知県 | 豊田市        |
| 2       | 豊田松平IC     | 国道301号                                                         | 3.4                |                        | 愛知県 | 豊田市        |
| 2-1     | 鞍ヶ池PA/SIC   | 県道343号則定豊田線                                               | 6.3                | ハイウェイオアシス併設 | 愛知県 | 豊田市        |
| 3       | 豊田勘八IC     | 国道153号（豊田北バイパス）                                       | 9.7                |                        | 愛知県 | 豊田市        |
| 4       | 豊田藤岡IC     | 県道13号豊田多治見線                                              | 15.4               |                        | 愛知県 | 豊田市        |
| 5       | せと赤津IC/PA  | 国道248号（瀬戸東バイパス） 県道22号瀬戸環状線 県道33号瀬戸設楽線 | 23.2               |                        | 愛知県 | 瀬戸市        |
| 6       | せと品野IC     | 国道363号                                                         | 26.0               |                        | 愛知県 | 瀬戸市        |
| 7       | 土岐南多治見IC | 県道382号土岐南多治見インター線                                   | 36.9               |                        | 岐阜県 | 土岐市        |
| 30-1    | 土岐JCT        | E19 中央自動車道                                                  | 39.8               |                        | 岐阜県 | 土岐市        |
| 7-1     | 五斗蒔PA/SIC   | 県道84号土岐可児線                                                | 41.5               |                        | 岐阜県 | 土岐市        |
| 8       | 可児御嵩IC     | 国道21号（可児御嵩バイパス）                                      | 50.3               |                        | 岐阜県 | 可児市        |
| 8       | 可児御嵩IC     | 国道21号（可児御嵩バイパス）                                      | 50.3               | 可児郡 御嵩町          | 岐阜県 |               |
| 9       | 美濃加茂IC/SA  | 国道41号（美濃加茂バイパス） 県道342号平成記念公園線              | 59.7               | ハイウェイオアシス併設 | 岐阜県 | 美濃加茂市    |
| 10      | 富加関IC       | 県道58号関金山線                                                  | 66.0               |                        | 岐阜県 | 加茂郡 富加町 |
| 10      | 富加関IC       | 県道58号関金山線                                                  | 66.0               | 関市                   | 岐阜県 |               |
| 5-1     | 美濃関JCT      | E41 東海北陸自動車道                                              | 73.0               |                        | 岐阜県 |               |
| 5-1     | 美濃関JCT      | E41 東海北陸自動車道                                              | 73.0               | 美濃市                 | 岐阜県 |               |
| 11      | 関広見IC       | 国道418号                                                         | 75.9               |                        | 岐阜県 | 関市          |
| 11-1    | 岐阜三輪PA/SIC | 県道59号北野乙狩線                                                | 79.9               |                        | 岐阜県 | 岐阜市        |
| 12      | 山県IC         | 国道256号（高富バイパス）                                         | 84.9               |                        | 岐阜県 | 山県市        |
| 13      | 岐阜IC         | 県道208号岐阜インター線                                           | 91.7               |                        | 岐阜県 | 岐阜市        |
| 14      | 本巣IC         | 国道157号                                                         | 96.8               |                        | 岐阜県 | 本巣市        |
| -       | 本巣PA         |                                                                   |                    | 2025年8月30日開通予定  | 岐阜県 | 本巣市        |
| 15      | 大野神戸IC     | 県道53号岐阜関ケ原線                                              | 103.6              |                        | 岐阜県 | 揖斐郡 大野町 |
| 15      | 大野神戸IC     | 県道53号岐阜関ケ原線                                              | 103.6              | 安八郡 神戸町          | 岐阜県 |               |
| 16      | 大垣西IC       | 国道21号（岐大バイパス） 県道50号大垣環状線                       | 111.2              |                        | 岐阜県 | 大垣市        |
| 26-1    | 養老JCT        | E1 名神高速道路                                                   | 117.2              |                        | 岐阜県 | 養老郡 養老町 |
| 17      | 養老IC         | 県道213号養老平田線                                               | 120.3              |                        | 岐阜県 | 養老郡 養老町 |
| -       | 海津PA/SIC     | 市道海津34421号線                                                 | 124.9              | 開通時期未定           | 岐阜県 | 海津市        |
| -       | 北勢PA         |                                                                   |                    | 開通時期未定           | 三重県 | いなべ市      |
| 18      | いなべIC       | 県道5号北勢多度線                                                 | 138.4              |                        | 三重県 | いなべ市      |
| 19      | 大安IC         | 国道365号（員弁バイパス）                                         | 144.9              |                        | 三重県 | いなべ市      |
| 20      | 東員IC         | 国道365号（員弁バイパス）                                         | 151.3              |                        | 三重県 | 員弁郡 東員町 |
| 1       | 新四日市JCT    | E1A 新名神高速道路                                                | 152.7              |                        | 三重県 | 四日市市      |

## 歴史
以下は東海環状自動車道の概要等による。
| 2005 | （3月）豊田東JCT - 美濃関JCT       |
| 2006 |                                    |
| 2007 |                                    |
| 2008 |                                    |
| 2009 | （4月）美濃関JCT - 関広見IC        |
| 2010 |                                    |
| 2011 |                                    |
| 2012 | （9月）大垣西IC - 養老JCT          |
| 2013 |                                    |
| 2014 |                                    |
| 2015 |                                    |
| 2016 | （8月）東員IC - 新四日市JCT        |
| 2017 | （10月）養老JCT - 養老IC           |
| 2018 |                                    |
| 2019 | （3月）大安IC - 東員IC             |
| 2019 | （12月）大野神戸IC - 大垣西IC      |
| 2020 | （3月）関広見IC - 山県IC           |
| 2021 |                                    |
| 2022 |                                    |
| 2023 |                                    |
| 2024 |                                    |
| 2025 | （3月）いなべIC - 大安IC           |
| 2025 | （4月）山県IC - 本巣IC             |
| 2025 | （8月）本巣IC - 大野神戸IC（予定） |

- 1987年（昭和62年）6月30日 : 第四次全国総合開発計画（四全総）で高規格幹線道路（一般国道の自動車専用道路）に指定[32]。
- 1989年度（平成元年度） : 土岐 - 関間 事業化。
- 1989年（平成元年）
  - 8月8日 : 土岐 - 関間 整備計画決定。
  - 12月1日 : 土岐 - 関間 都市計画決定。
- 1990年度（平成2年） : 北勢 - 四日市間 事業化。
- 1991年（平成3年）
  - 3月4日 : 豊田 - 瀬戸間 都市計画決定。
  - 12月3日：豊田 - 瀬戸間 整備計画決定。
- 1992年（平成4年）1月21日 : 北勢 - 四日市間 都市計画決定。
- 1993年（平成5年）
  - 4月1日 : 一般国道475号に路線指定[33]。
  - 4月8日 : 豊田（豊田東JCT） - 瀬戸（せと品野IC）間、土岐（土岐南多治見IC） - 関（関広見IC）間、及び員弁郡北勢町（いなべIC） - 四日市（四日市JCT）の区間が指定区間に指定される[34]。
  - 7月30日 : 北勢 - 四日市間 整備計画決定。
- 1994年（平成6年）2月 : 西部区間の事業化。
- 1996年（平成8年）10月4日 : 関 - 養老間 都市計画決定。
- 1997年（平成9年）
  - 2月5日 : 関 - 養老間 整備計画決定。
  - 4月10日 : 関（関広見IC） - 養老（養老IC）間が指定区間に指定される[35]。
- 1998年度（平成10年度） : 養老 - 北勢間 事業化。
- 1998年（平成10年）4月10日 : 瀬戸 - 土岐間 都市計画決定。
- 1999年（平成11年）4月30日 : 瀬戸（せと品野IC） - 土岐（土岐南多治見IC）間が指定区間に指定される[36]。
- 2000年（平成12年）
  - 4月3日：瀬戸 - 関間 整備計画決定。
  - 8月25日 : 豊田東JCT - 美濃関JCT間 一般有料道路事業認可。
- 2005年（平成17年）3月19日 : 豊田東JCT - 美濃関JCT間 開通。
- 2007年（平成19年）
  - 4月24日 : 養老 - 北勢間 都市計画決定。
  - 12月16日 : 五斗蒔PA 開業。
- 2008年（平成20年）8月1日：美濃関JCT - 関広見IC間 一般有料道路事業認可。
- 2009年（平成21年）
  - 4月18日 : 美濃関JCT - 関広見IC間 開通。
  - 6月1日：豊田東JCT - 新四日市JCT間の全区間が指定区間に指定される[25]。
- 2011年（平成23年）6月8日 : 関広見IC - 新四日市JCT間 一般有料道路事業認可。
- 2012年（平成24年）
  - 4月17日：養老 - 北勢間 整備計画決定。
  - 9月15日 : 大垣西IC - 養老JCT間 開通。
- 2013年（平成25年）2月28日 : 五斗蒔スマートIC 供用開始。
- 2016年（平成28年）8月11日 : 東員IC - 新四日市JCT間 開通[37]。三重県区間で初めての開通区間である。
- 2017年（平成29年）10月22日 : 養老JCT - 養老IC間 開通[38]。
- 2018年（平成30年）3月30日 : 山県 - 大野神戸間、いなべ - 大安間の有料事業費増額。土岐JCT - 美濃加茂IC間の一部について付加車線設置について国土交通省より事業許可を受ける[39]。
- 2019年（平成31年/令和元年）
  - 3月17日 : 大安IC - 東員IC間 開通[40][41]。
  - 9月4日：国土交通省が東海環状道の暫定2車線区間のうち、土岐JCT - 美濃加茂IC/SAを10 - 15年後を目処に4車線化する優先整備区間に選定する方針を発表[42][43][44]。
  - 12月14日 : 大野神戸IC - 大垣西IC間 開通[45]。
- 2020年（令和2年）
  - 3月10日 : 国土交通省が東海環状道の4車線化優先整備区間のうち、2020年度に新たに4車線化事業に着手する候補箇所として土岐JCT - 可児御嵩ICの一部を選定[46][47][48]。
  - 3月20日 : 関広見IC - 山県IC間 開通[49]。
  - 3月31日 : 養老IC - いなべICの有料事業費増額。土岐JCT - 可児御嵩IC間の一部の4車線化工事について国土交通省より事業許可を受ける[50]。
- 2021年（令和3年）5月1日 : 全線で通行料金が大都市近郊区間の料金水準に変更される[51][52]。
- 2022年（令和4年）4月28日 : 可児御嵩IC付近（延長0.5 km）が4車線化[53]。
- 2025年（令和7年）
  - 3月29日 : いなべIC - 大安IC間 開通[54]。
  - 4月6日 : 山県IC - 本巣IC間 開通[55]。

### 開通予定年度
- 2025年（令和7年）8月30日 : 本巣IC - 大野神戸IC[12]
- 未定 : 土岐JCT - 美濃加茂IC/SAの一部に付加車線設置[56]、養老IC - いなべIC[21]

## 路線状況

### 車線・最高速度
| 区間                            | 車線          | 車線   | 車線   | 最低速度 | 最高速度              | 最高速度       | 備考  |
| 区間                            | 上下線        | 上り線 | 下り線 | 最低速度 | 大型貨物等 三輪・牽引 | 左記を除く車両 | 備考  |
| ------------------------------- | ------------- | ------ | ------ | -------- | --------------------- | -------------- | ----- |
| 豊田東JCT - 土岐JCT             | 4             | 2      | 2      | 50 km/h  | 80 km/h               | 100 km/h       |       |
| 土岐JCT - 五斗蒔PA/SIC          | 2 (暫定2車線) | 1      | 1      | （なし） | 70 km/h               | 70 km/h        | ※1    |
| 五斗蒔PA/SIC - 美濃加茂IC/SA    | 2 (暫定2車線) | 1      | 1      | （なし） | 70 km/h               | 70 km/h        | ※1 ※2 |
| 美濃加茂IC/SA - 富加関IC        | 2 (暫定2車線) | 1      | 1      | （なし） | 70 km/h               | 70 km/h        | ※3    |
| 富加関IC - 本巣IC               | 2 (暫定2車線) | 1      | 1      | （なし） | 70 km/h               | 70 km/h        | ※4    |
| （本巣IC - 大野神戸IC間未開通） |               |        |        |          |                       |                |       |
| 大野神戸IC - 養老IC             | 2 (暫定2車線) | 1      | 1      | （なし） | 70 km/h               | 70 km/h        | ※4    |
| （養老IC - いなべIC間未開通）   |               |        |        |          |                       |                |       |
| いなべIC - 東員IC               | 2 (暫定2車線) | 1      | 1      | （なし） | 70 km/h               | 70 km/h        |       |
| 東員IC - 新四日市JCT            | 4             | 2      | 2      | （なし） | 70 km/h               | 70 km/h        |       |

- ※1 : 土岐JCT - 美濃加茂IC/SA間は4車線化優先整備区間[42][43][44]
- ※2 : 外回りの久々利大平トンネル - 久々利第一トンネル間に登坂車線あり。
- ※3 : 外回り・内回りの可児御嵩IC - 兼山トンネル間に500 mの追越車線あり。
- ※4 : 外回り・内回りに追越車線あり。

豊田東JCT - 土岐JCT間では上記の通り自動車専用道路のため、高速自動車国道とは異なり最低速度、大型・三輪・牽引の最高速度、その他の車種の最高速度の3つの標識を並べて表示している。土岐JCT - 東員IC間は暫定2車線であるため、土岐JCT - 新四日市JCT間は70 km/h制限である。

### 主なトンネルと橋

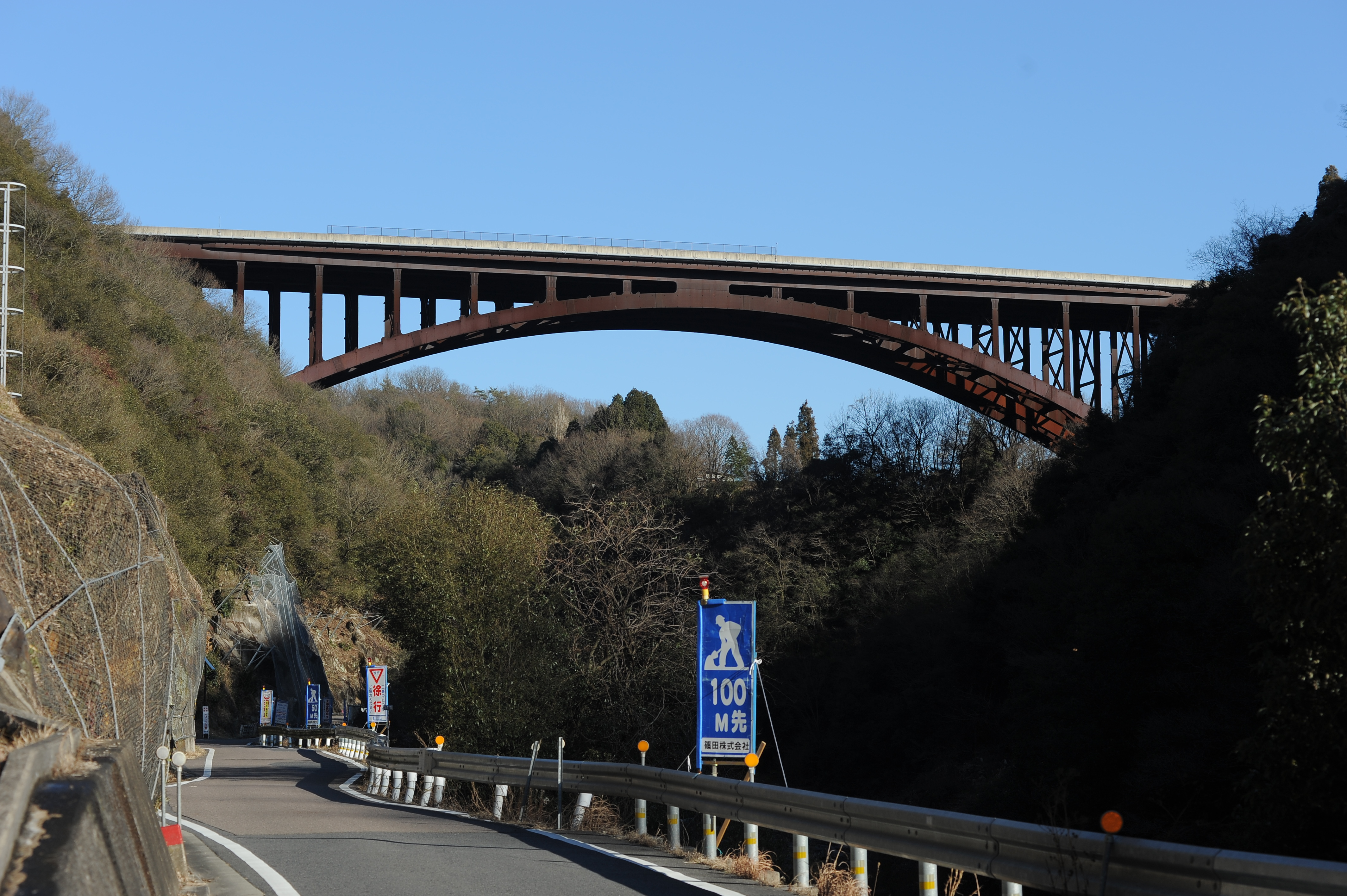
土岐川橋

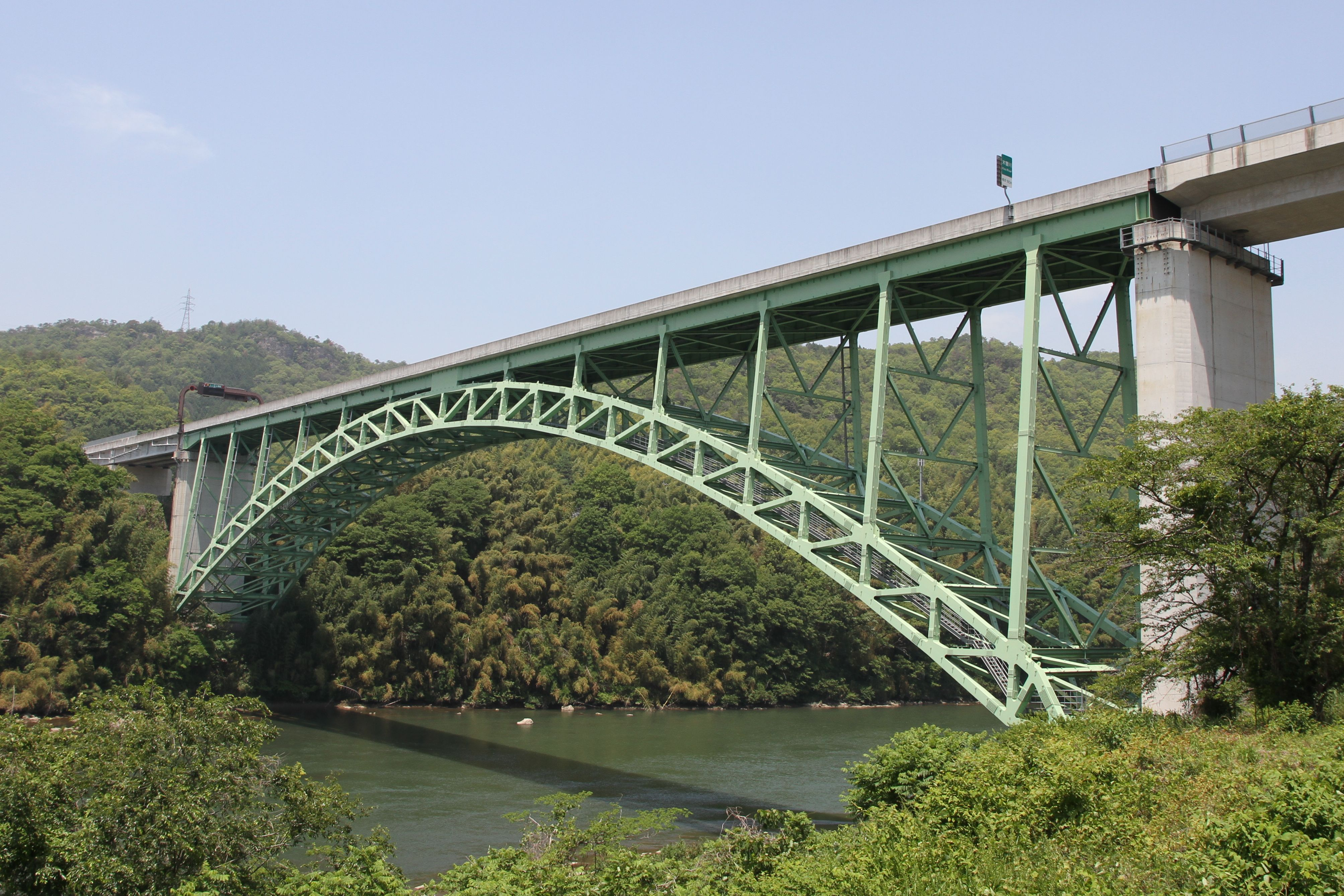
木曽川橋

| トンネル・橋梁名称   | 延長                                      | 区間                        | 備考                                                     |
| -------------------- | ----------------------------------------- | --------------------------- | -------------------------------------------------------- |
| 五ヶ丘トンネル       | 321 m                                     | 豊田東JCT - 豊田松平IC      | 日本初の無導坑方式めがねトンネル                         |
| 鞍ヶ池第一トンネル   | 外回り：399 m 内回り：405 m               | 鞍ヶ池PA/SIC - 豊田勘八IC   |                                                          |
| 鞍ヶ池第二トンネル   | 外回り：486 m 内回り：457 m               | 鞍ヶ池PA/SIC - 豊田勘八IC   |                                                          |
| 勘八橋               | 305 m                                     | 豊田勘八IC - 豊田藤岡IC     |                                                          |
| 猿投山トンネル       | 外回り：4,433.6 m 内回り：4,334.6 m       | 豊田藤岡IC - せと赤津IC/PA  | 標識には外回り4,410 m、内回り4,310 mと記されている。     |
| 愛岐トンネル         | 外回り：3,259.7 m 内回り：3,293.0 m       | せと品野IC - 土岐南多治見IC | 愛知県と岐阜県の県境にあるトンネル。                     |
| 土岐笠原トンネル     | 外回り：1,246.0 m 内回り：1,228.7 m       | せと品野IC - 土岐南多治見IC | 標識には外回り1,260 m、内回り1,250 mと記されている。     |
| 土岐川橋             | 外回り：230 m 内回り：220 m               | 土岐南多治見IC - 土岐JCT    |                                                          |
| 中央道トンネル       | 81 m                                      | 土岐南多治見IC - 土岐JCT    |                                                          |
| 久々利大平トンネル   | 外回り：1,399.7 m（予定） 内回り：1,366 m | 五斗蒔PA/SIC - 可児御嵩IC   | 外回りは2025年度（令和7年度）事業開始予定（4車線化工事） |
| 久々利第一トンネル   | 外回り：202 m（予定） 内回り：222 m       | 五斗蒔PA/SIC - 可児御嵩IC   | 外回りは事業中（4車線化工事）                            |
| 久々利第二トンネル   | 外回り：306 m（予定） 内回り：324 m       | 五斗蒔PA/SIC - 可児御嵩IC   | 外回りは事業中（4車線化工事）                            |
| 久々利第三トンネル   | 外回り：885 m（予定） 内回り：911 m       | 五斗蒔PA/SIC - 可児御嵩IC   | 外回りは事業中（4車線化工事）                            |
| 柿田トンネル         | 外回り：1,638.0 m 内回り：1,538.8 m       | 五斗蒔PA/SIC - 可児御嵩IC   | 外回りは事業中（4車線化工事）                            |
| 兼山トンネル         | 616 m                                     | 可児御嵩IC - 美濃加茂IC/SA  |                                                          |
| 木曽川橋             | 174 m                                     | 可児御嵩IC - 美濃加茂IC/SA  |                                                          |
| 白山トンネル         | 1,345.4 m                                 | 可児御嵩IC - 美濃加茂IC/SA  |                                                          |
| 飛騨川大橋           | 154 m                                     | 可児御嵩IC - 美濃加茂IC/SA  |                                                          |
| かもフルーツトンネル | 633.5 m                                   | 可児御嵩IC - 美濃加茂IC/SA  |                                                          |
| 堂洞城トンネル       | 604 m                                     | 美濃加茂IC/SA - 富加関IC    |                                                          |
| 栃洞トンネル         | 170 m                                     | 美濃加茂IC/SA - 富加関IC    |                                                          |
| 川小牧トンネル       | 1,275 m                                   | 美濃加茂IC/SA - 富加関IC    |                                                          |
| 長良川橋             | 343 m                                     | 美濃関JCT - 関広見IC        | PC技術協会賞 3径間は内外一体構造                         |
| 池尻笠神トンネル     | 393 m                                     | 美濃関JCT - 関広見IC        |                                                          |
| 広見トンネル         | 206 m                                     | 関広見IC - 山県IC           |                                                          |
| 三輪大洞トンネル     | 204 m                                     | 関広見IC - 山県IC           |                                                          |
| 三輪小洞トンネル     | 153 m                                     | 関広見IC - 山県IC           |                                                          |
| 武儀川橋             | 176 m                                     | 関広見IC - 山県IC           |                                                          |
| 三輪トンネル         | 1,324 m                                   | 関広見IC - 山県IC           |                                                          |
| 北野トンネル         | 602 m                                     | 関広見IC - 山県IC           |                                                          |
| 岐阜山県トンネル     | 1,117 m                                   | 関広見IC - 山県IC           |                                                          |
| 岐大トンネル         | 4,931 m                                   | 山県IC - 岐阜IC             | 当路線最長のトンネル                                     |
| 御望山トンネル       | 1,555 m                                   | 岐阜IC - 本巣IC             |                                                          |
| 船来山古墳群トンネル | 461 m                                     | 岐阜IC - 本巣IC             |                                                          |
| 揖斐川橋             | 731 m                                     | 大野神戸IC - 大垣西IC       |                                                          |
| 杭瀬川橋             | 295 m                                     | 大野神戸IC - 大垣西IC       |                                                          |
| 養老トンネル（仮称） | 4,756 m（予定）                           | 養老IC - いなべIC           | 岐阜県と三重県の県境にあるトンネル                       |

#### トンネルの数
| 区間                        | 外回り | 内回り | 備考 |
| --------------------------- | ------ | ------ | ---- |
| 豊田東JCT - 豊田松平IC      | 1      | 1      |      |
| 豊田松平IC - 鞍ヶ池PA/SIC   | 0      | 0      |      |
| 鞍ヶ池PA/SIC - 豊田勘八IC   | 2      | 2      |      |
| 豊田勘八IC - 豊田藤岡IC     | 0      | 0      |      |
| 豊田藤岡IC - せと赤津IC/PA  | 1      | 1      |      |
| せと赤津IC/PA - せと品野IC  | 0      | 0      |      |
| せと品野IC - 土岐南多治見IC | 2      | 2      |      |
| 土岐南多治見IC - 土岐JCT    | 1      | 1      |      |
| 土岐JCT - 五斗蒔PA/SIC      | 0      | 0      | ※    |
| 五斗蒔PA/SIC - 可児御嵩IC   | 5      | 5      | ※    |
| 可児御嵩IC - 美濃加茂IC/SA  | 3      | 3      | ※    |
| 美濃加茂IC/SA - 富加関IC    | 3      | 3      | ※    |
| 富加関IC - 美濃関JCT        | 0      | 0      | ※    |
| 美濃関JCT - 関広見IC        | 1      | 1      | ※    |
| 関広見IC - 山県IC           | 6      | 6      | ※    |
| 山県IC - 岐阜IC             | 1      | 1      | ※    |
| 岐阜IC - 本巣IC             | 2      | 2      | ※    |
| 本巣IC - 大野神戸IC         | 0      | 0      | ※    |
| 大野神戸IC - 大垣西IC       | 0      | 0      | ※    |
| 大垣西IC - 養老JCT          | 0      | 0      | ※    |
| 養老JCT - 養老IC            | 0      | 0      | ※    |
| 養老IC - いなべIC           | 1      | 1      | ※    |
| いなべIC - 大安IC           | 0      | 0      | ※    |
| 大安IC - 東員IC             | 0      | 0      | ※    |
| 東員IC - 新四日市JCT        | 0      | 0      | ※    |
| 合計                        | 29     | 29     | -    |

※土岐JCT - 美濃関JCT - 新四日市JCT間では暫定2車線の対面通行区間にあたり、すべてのトンネルにおいて、2車線のトンネルを対面通行する形となる。

### 道路管理者
- 中日本高速道路（NEXCO中日本） 名古屋支社
  - 豊田保全・サービスセンター : 豊田東JCT - 豊田松平IC
  - 多治見保全・サービスセンター : 豊田松平IC - 可児御嵩IC
  - 岐阜保全・サービスセンター : 可児御嵩IC - 山県IC
  - 羽島保全・サービスセンター : 大野神戸IC - 養老IC
  - 桑名保全・サービスセンター : 大安IC - 新四日市JCT

#### ハイウェイラジオ
- 鞍ヶ池（豊田松平IC - 豊田勘八IC）
- 土岐南（土岐南多治見IC - 土岐JCT）
- 可児御嵩（土岐JCT - 可児御嵩IC）
- 富加関（富加関IC - 美濃関JCT）
- 大野神戸（大垣西IC - 大野神戸IC）

### 交通量
24時間交通量（台） 道路交通センサス
| 区間                        | 平成17（2005）年度 | 平成22（2010）年度 | 平成27（2015）年度 | 令和3（2021）年度 |
| --------------------------- | ------------------ | ------------------ | ------------------ | ----------------- |
| 豊田東JCT - 豊田松平IC      | 17,256             | 25,089             | 25,302             | 26,310            |
| 豊田松平IC - 鞍ヶ池PASIC    | 15,542             | 22,270             | 22,475             | 23,817            |
| 鞍ヶ池PASIC - 豊田勘八IC    | 15,542             | 21,927             | 21,785             | 22,518            |
| 豊田勘八IC - 豊田藤岡IC     | 14,319             | 19,951             | 20,207             | 21,081            |
| 豊田藤岡IC - せと赤津IC     | 13,146             | 17,911             | 17,971             | 18,565            |
| せと赤津IC - せと品野IC     | 13,290             | 18,412             | 19,006             | 20,203            |
| せと品野IC - 土岐南多治見IC | 12,827             | 17,176             | 17,680             | 18,476            |
| 土岐南多治見IC - 土岐JCT    | 12,751             | 17,108             | 18,528             | 18,207            |
| 土岐JCT - 五斗蒔PASIC       | 08,945             | 10,732             | 14,040             | 15,230            |
| 五斗蒔PASIC - 可児御嵩IC    | 08,945             | 10,732             | 12,429             | 12,637            |
| 可児御嵩IC - 美濃加茂IC     | 07,155             | 08,496             | 09,677             | 09,662            |
| 美濃加茂IC - 富加関IC       | 07,302             | 08,709             | 09,352             | 09,414            |
| 富加関IC - 美濃関JCT        | 07,321             | 08,812             | 09,202             | 09,274            |
| 美濃関JCT - 関広見IC        | 調査当時未開通     | 01,942             | 02,716             | 04,191            |
| 関広見IC - 岐阜三輪PASIC    | 調査当時未開通     | 調査当時未開通     | 調査当時未開通     | 02,756            |
| 岐阜三輪PASIC - 山県IC      | 調査当時未開通     | 調査当時未開通     | 調査当時未開通     | 02,611            |
| 山県IC - 岐阜IC             | 調査当時未開通     | 調査当時未開通     | 調査当時未開通     | 調査当時未開通    |
| 岐阜IC - 本巣IC             | 調査当時未開通     | 調査当時未開通     | 調査当時未開通     | 調査当時未開通    |
| 本巣IC - 大野神戸IC間       | 未開通             | 未開通             | 未開通             | 未開通            |
| 大野神戸IC - 大垣西IC       | 調査当時未開通     | 調査当時未開通     | 調査当時未開通     | 02,443            |
| 大垣西IC - 養老JCT          | 調査当時未開通     | 調査当時未開通     | 03,150             | 05,144            |
| 養老JCT - 養老IC            | 調査当時未開通     | 調査当時未開通     | 調査当時未開通     | 02,043            |
| 養老IC - いなべIC間         | 未開通             | 未開通             | 未開通             | 未開通            |
| いなべIC - 大安IC           | 調査当時未開通     | 調査当時未開通     | 調査当時未開通     | 調査当時未開通    |
| 大安IC - 東員IC             | 調査当時未開通     | 調査当時未開通     | 調査当時未開通     | 03,550            |
| 東員IC - 新四日市JCT        | 調査当時未開通     | 調査当時未開通     | 調査当時未開通     | 07,558            |

（出典：「平成22年度道路交通センサス」・「平成27年度全国道路・街路交通情勢調査」・「令和3年度全国道路・街路交通情勢調査」（国土交通省ホームページ）より一部データを抜粋して作成）
- 2020年度（令和2年度）に実施予定だった交通量調査は、新型コロナウイルスの影響で延期された[58]。

### 料金・割引
2021年（令和3年）5月1日以降の通行料金は高速自動車国道の大都市近郊区間と同じ料金水準である。他の高速自動車国道と連続して走行する場合、東海環状自動車道の通行料金に利用1回あたりの固定額150円は加算されない。

#### 時間帯割引
2021年現在、ETC車に対して高速自動車国道と同様に休日割引、深夜割引、平日朝夕割引が適用される。
このうち、深夜割引および通勤割引（平日朝夕割引の前身）は、試行導入を経て2006年（平成18年）4月1日より本格導入された。緊急総合対策・生活対策によって2008年（平成20年）以降に導入された各種割引も高速国道と同様に適用され、いずれも2014年（平成26年）3月31日までに終了している。

#### 東海環状自動車道連続利用割引（終了）
東海環状道の豊田松平ICから関広見ICまでの各インターチェンジおよび大垣西ICと、高速自動車国道の東海環状道より内側（名古屋都心方向）にある各インターチェンジをETC車が相互に利用する時に150円割引される。外側のインターチェンジの一部（東海北陸道美濃IC、中央道土岐IC、新東名岡崎東ICおよび名神関ヶ原IC・養老SAスマートIC）も対象となる。伊勢湾岸道大府IC以西の各インターチェンジは対象外である。他の割引の重複適用は行われない。
名古屋第二環状自動車道の名古屋西JCT - 飛島JCT間が2021年5月1日に供用開始するのに合わせて、2021年4月30日をもって東海環状自動車道連続利用割引は終了した。

#### ETC2.0割引
名古屋第二環状自動車道の名古屋西JCT - 飛島JCT間が供用開始した2021年5月1日から適用される。
ETC2.0搭載車両で東海環状自動車道を通過する場合、東海環状自動車道の料金が高速自動車国道の地方部区間の料金水準に割引される（出口ゲートでは割引表示なし、請求時割引される）。他の割引の重複適用は原則として行われない。

## 地理

### 通過する自治体
開通している区間のみ記載。
- 愛知県
  - 豊田市 - 瀬戸市
- 岐阜県
  - 多治見市 - 土岐市 - 可児市 - 可児郡御嵩町 - 可児市 - 加茂郡八百津町 - 美濃加茂市 - 加茂郡川辺町 - 美濃加茂市 - 加茂郡富加町 - 関市 - 美濃市 - 関市 - 岐阜市 - 山県市 - 岐阜市 - 本巣市
  - 揖斐郡大野町 - 安八郡神戸町 - 大垣市 - 養老郡養老町
- 三重県
  - いなべ市 - 員弁郡東員町 - 四日市市

### 接続する高速道路
- E1A 伊勢湾岸自動車道（豊田東JCTで接続）
- E1A 新東名高速道路（豊田東JCTで接続）
- E19 中央自動車道（土岐JCTで接続）
- E41 東海北陸自動車道（美濃関JCTで接続）
- E1 名神高速道路（養老JCTで接続）
- E1A 新名神高速道路（新四日市JCTで接続）